# Галактионов, Иван Дмитриевич
Иван Дмитриевич Галактионов (1869—1941) — русский советский историк книгопечатания, библиограф.

## Биография
Родился в 1869 году.
Окончил четырёхклассное Воздвиженское училище в Санкт-Петербурге. Трудовую деятельность начал учеником наборщика в феврале 1880 года в типографии А. Котомина; с 1886 года — метранпаж, а с 1900 года — фактор (управляющий технической частью) в типографии Р. Р. Голике (с 1902 — тов-во Р. Голике и А. Вильборга). В 1905 году перешёл в типографию МВД, откуда был уволен в 1906 году в связи с забастовкой. С 1906 по 1918 год он работал в типографии Министерства финансов, сначала — фактором, затем управляющим редактором периодических изданий. Галактионов был активным участником и одним из руководителей профсоюзного движения типографских рабочих. С 1904 года он стал преподавать технику набора и историю печатного дела в специализированных по книгопечатанию школах и на курсах. В 1914 году был помощником комиссара исторического отдела на Международной выставке графики и печатного дела в Лейпциге.
В 1918 году был заведующим типографии Яблонского; после организации Госиздата стал заведующим его технической частью и заведующим издательским сектором; 1 апреля 1923 в связи с пятилетним юбилеем Госиздата ему было присвоено звание «Герой труда». В Госиздате (в Ленгизе, Ленотгизе, Партиздате) в должности технического редактора он работал до 1935 года. В 1919—1924 годах он читал курсы по технике и истории книгопечатания, типографскому делу и технике книгораспространения в Петроградском институте внешкольного образования; в 1919—1925 годах — в Институте библиотековедения, Российском институте истории искусств, на Высших курсах библиотековедения, на полиграфическом факультете Академии художеств, где в 1921 году был избран профессором.
В 1923 году Галактионов стал одним из учредителей Ленинградского общества библиофилов.
С марта 1926 года работал в НИИ книговедения, где занимался изучением вопросов полиграфического производства и анализа качества печатной продукции. Подготовил к печати работу «Полиграфическая промышленность за десять лет (1917—1927)» (не опубликована). В 1926—1929 годах работал в Российской публичной библиотеке.
И. Д. Галактионов — автор многих книг и статей по истории книги, книгопроизводству. Наиболее известный его труд — «Беседы наборщика» и «Первопечатник Иван Фёдоров». 
В книге «Иван Дмитриевич Галактионов» отмечалось, что «во многом благодаря Галактионову были заложены культурные традиции книгоиздания в нашей стране в послереволюционный период».
Умер в Ленинграде 23 мая 1941 года.